# 如道
如道（にょどう）は、鎌倉時代後期の浄土真宗の僧。別名、如導。子に良如、如浄。真宗三門徒派、真宗誠照寺派、真宗山元派の祖。

## 生涯
平康頼の子で越前国玉世ノ橋の橋守の子とも、対馬守大町太郎衛門の子で名を大町助四郎といったとも伝えられているが定かではない。また橋守自身が太郎衛門であった可能性もある。しかし、如道は出家してから真言宗の伝法灌頂を四度も受けており、それなりの身分の出身であったと思われる。
越前国に在住していた如道であるが、やがて、浄土真宗の僧で三河国和田門徒を率いながら布教をしていた和田円善と出会い円善の弟子となる。その後、如道は正応3年（1290年）に大町専修寺を開創し、そこを拠点に近江国・若狭国にまで信者を増やして一大教団を築き上げてその指導者となった。
この教団は後に横越證誠寺（真宗山元派本山）・鯖江誠照寺（真宗誠照寺派本山）・中野専照寺の三寺が中心となった為に三門徒、三門徒派と呼ばれるようになる。また如道の教えは、宗祖親鸞作の「三帖和讃」を重視したことから讃門徒とも呼ばれた。このことは逆に、浄土宗の法然門下の特徴である「浄土三部経」や「六時礼讃」を軽んじているとされ、天台宗長泉寺の孤山は「愚闇記」で痛烈に批判している（後に如道は「愚闇記返札」で反論）。
正和年間には如道が説いた念仏理論の書が、花園天皇もしくは後伏見上皇の上聞に達したこともある。元応元年（1319年）には後醍醐天皇から上人号を許されている。
応長元年（1311年）、後に本願寺となる大谷廟堂の留守職であり、親鸞の曾孫である覚如が、息子の存覚と宝物である親鸞の「鏡の御影」を携えて越前に到来した。当時覚如は高田派や佛光寺派などと係争を起こしており、越前で強い教線を張っている如道の教団を寺派に取り込もうと考えたためであった。覚如父子は如道の在所に二〇日余に渡って逗留した。こうして如道は覚如父子から『教行信証』の講義を受けたりするなど浄土真宗の教えを改めて深く学んだ結果、覚如の弟子となり、如道の教団も後に本願寺と近しい関係となっていく。
如道は後に真宗山元派本山となる證誠寺を建立する道性や、その子で後に真宗誠照寺派本山となる誠照寺を建立する如覚を弟子としている。
暦応3年（1340年）8月11日、88歳で亡くなった。死後、次男の如浄が教団の指導者、大町専修寺第2世となった。

## 秘事法門について
後に本願寺と三門徒が対立したこともあり、如道は悪名高い秘事法門の主唱者として強く非難されている。加賀国光教寺顕誓が執筆した「反古裏書」には、覚如が越前国に赴いた際に如道はその教化を受けたが、覚如が上洛すると彼は秘事法門の邪義を唱えるようになったので門徒から追放されたとある。秘事法門とは親鸞が義絶した息子である善鸞の法統を引くもので、教団指導者は代々「唯授一人口決」を受けて親鸞位に登り、自己を仏とし仏像への礼拝を拒絶したといわれる（「大谷本願寺通紀」）。
しかし、如道と覚如は最後まで仲は良かったので、如道が邪義を唱えたために破門されたとの「反古裏書」の記事は事実に反している。しかも如道の著作をみても秘事法門の色彩は全くみえない。如道の没後、大町専修寺第4世の某が浄土宗に傾倒したため本願寺第6世巧如によって破門されたという経緯があるので、おそらくこの大町専修寺への敵対感情によって如道像が歪曲されたのであろうと思われる。また、小泉義博によると「反古裏書」に書かれている内容を読むと、時代的に如道となっているところは如道の子である如浄の書き間違いであるとし、秘事法門にしても、如浄とその子大町専修寺第3世良金が浄土宗に傾倒していた事を指しているのだろうとしている。